# Asedio del Castillo Ichijōdani
El asedio del Castillo Ichijōdani (一乗谷城の戦い Ichijōdani-jō no Tatakai?) de 1573 fue un conflicto bélico que tuvo lugar durante el período Sengoku de la historia de Japón. Oda Nobunaga, un poderoso daimyō tenía rivalidad con los clanes Azai y Asakura, por lo que se enfrentaron en varias ocasiones.
El Castillo Ichijōdani, castillo principal de Asakura Yoshikage, estaba finamente decorado y era un típico ejemplo de los castillos del período Azuchi-Momoyama. 
Durante el enfrentamiento Yoshikage fue derrotado y sufrió un destino similar al de su aliado Azai Nagamasa, donde su Castillo Odani fue incendiado y destruido antes en ese mismo año.